# Dendrolagus inustus
Il canguro arboricolo brizzolato (Dendrolagus inustus Müller, 1840) è un marsupiale della famiglia dei Macropodidi.

## Distribuzione e habitat
Vive in Nuova Guinea (Indonesia e Papua Nuova Guinea), nelle regioni costiere settentrionali (compresi i Monti Foja) e nella penisola di Vogelkop. È presente anche nelle adiacenti isole di Yapen, Waigeo, Misool, Salawati e, forse, Batanta (Indonesia). Dato che queste regioni sono ancora poco conosciute, è possibile che si spinga anche più a sud-ovest delle catene costiere settentrionali. Vive nelle foreste pluviali, ad altitudini comprese tra i 100 e i 1400 m. 

## Tassonomia
Se ne riconoscono due sottospecie:
- D. i. inustus;
- D. i. finschi.

## Conservazione
La IUCN Red List classifica Dendrolagus inustus come specie vulnerabile. La sua esistenza è minacciata sia dalla assidua caccia da parte degli indigeni che dalla deforestazione incontrollata, effettuata per far spazio a piantagioni di palma da olio.